# Sanctuaire de Tal Chhapar
Le sanctuaire de Tal Chhapar (en anglais : Tal Chhapar Wildlife Sanctuary) est un sanctuaire indien de vie sauvage situé dans le district de Churu de l'État du Rajasthan.
Créé en 1966, il s'étend sur 9 km2, à la lisière du désert du Thar. Il est principalement constitué de prairies ouvertes, avec quelques collines et des formations rocheuses d'ardoise et de quartzite. Il comporte des dépressions inondées lors de la mousson, qui servent de points d'eau pour les animaux.

## Faune
Tal Chhapar est connu pour sa population d'Antilopes cervicapres et abrite également des effectifs de Renard du Bengale, de Loup gris, de chinkara, de chat des marais, de Chacal doré et d'Antilope nilgaut. Pour ce qui est des reptiles, Tal Chhapar compte des cobras, des varans et des agames à queue épineuse. Tal Chhapar est également une halte migratoire pour un grand nombre de rapaces, notamment le Busard des roseaux, le Busard cendré, le Busard pâle et le Busard Saint-Martin.

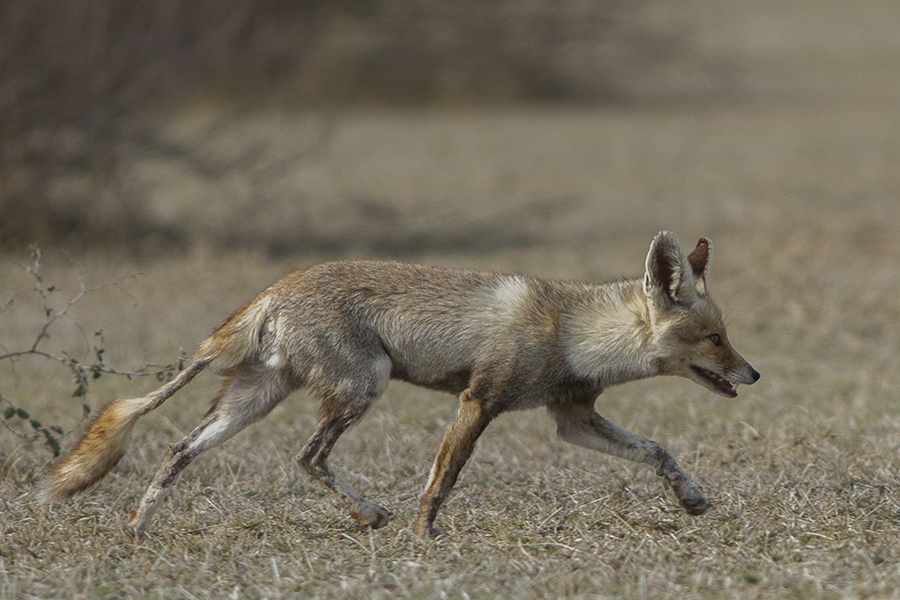
Renard du désert indien (Vulpes vulpes pusilla)
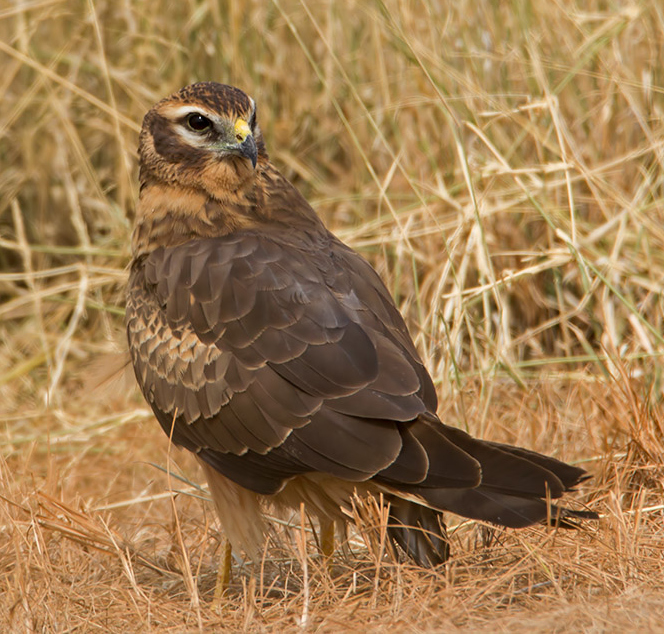
Busard cendré
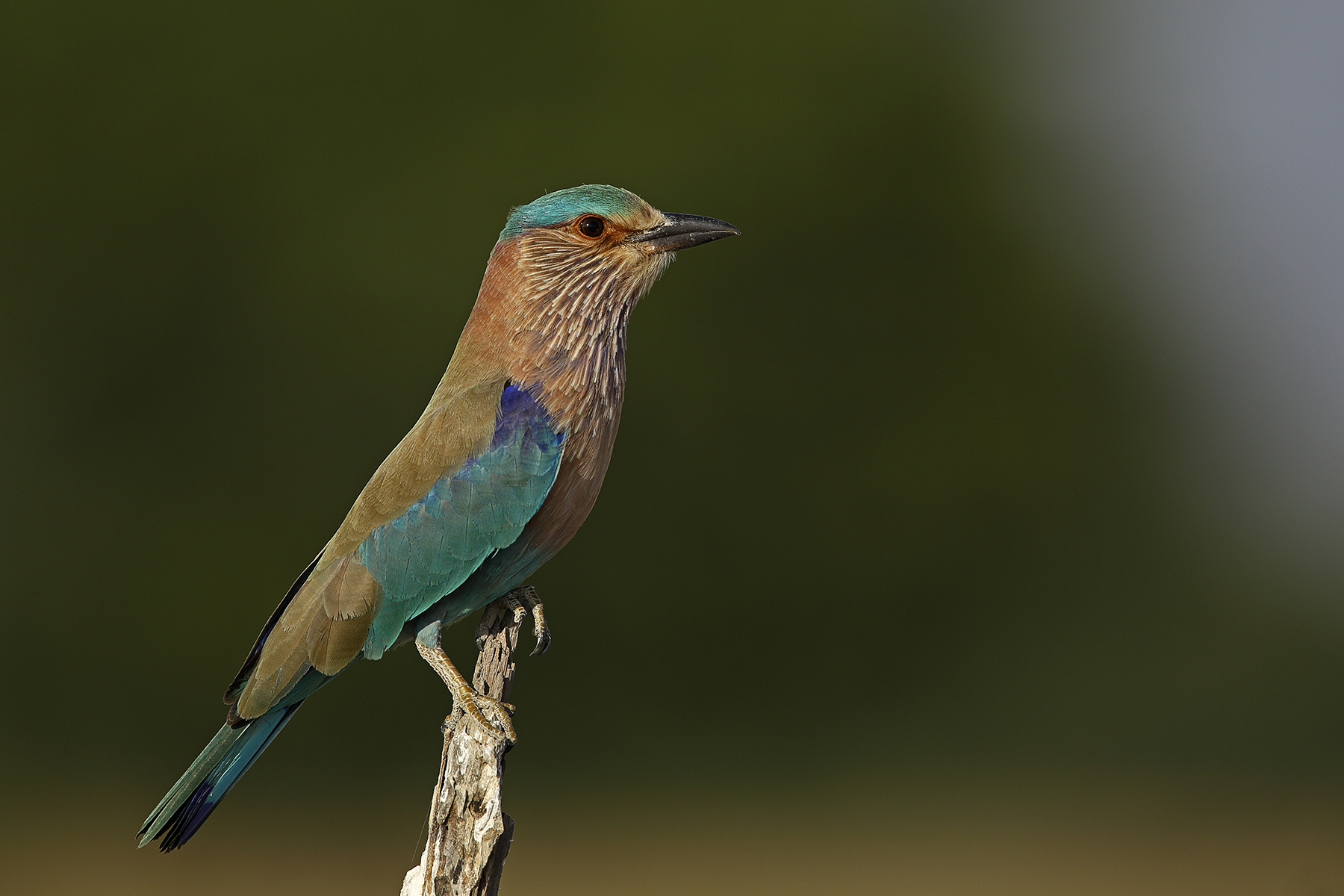
Rollier indien
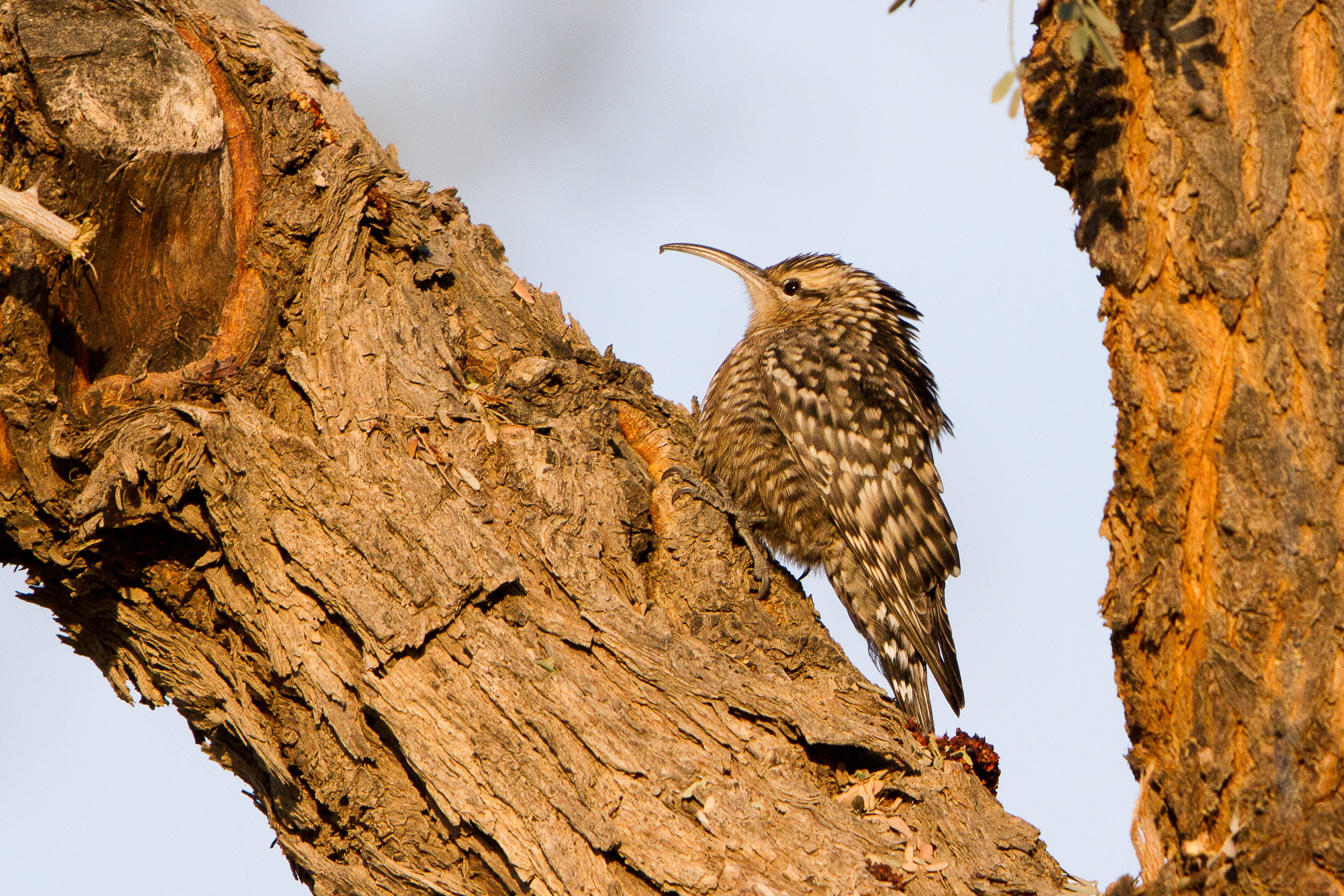
Grimpereau tacheté